# Allacapan
Allacapan est une municipalité de la province de Cagayan, aux Philippines.

## Barangays
Allacapan compte 27 barangays.
| - Bessang - Binobongan - Bulo - Burot - Capagaran (Brigida) - Capalutan - Capanickian Norte - Capanickian Sur - Cataratan - Centro East - Centro West - Daan-Ili - Dagupan - Dalayap | - Gagaddangan - Iringan - Labben - Maluyo - Mapurao - Matucay - Nagattatan - Pacac - San Juan (Maguininango) - Silangan - Tamboli - Tubel - Utan |